# トーマス・フィールド (政治家)
トーマス・アンドルー・ヘミング（トム）・フィールド（Thomas Andrew Hemming (Tom) Field、1859年 - 1937年）は、ニュージーランド改革党の政治家。

## 私生活
1859年にオーストラリア、ビクトリア州ロング・ガリーでトーマス・フィールドの息子として生まれた。父トーマスは1845年にアイルランドからシドニーに移住した。家族は、1862年にニュージーランドに移住し、ネルソンに定住して、フィールドは1871年から1872年にネルソン・カレッジに通った。ジェシカ・ブラックと結婚し、4人の子供を儲けた。長男A・N・フィールドはジャーナリストである。
1885年にニュージーランドを自転車で横断した最初の一人である。

## ウィルキンスとフィールド
ネルソンのウィルキンス・アンド・フィールド・ハードウェアの社長を務めた。同社は元々彼の父が1866年にウエスト・ポートで設立し、1880年にネルソンでW・C・ウィルキンスが加わり、移転したものである。

## 政治
1907年にネルソン市議会議員に選出され、4年間務めた。1910年に副市長、1911年と1913年までネルソン市長を務めた。1911年にトーマス・ペティットを1231票対1047票で打ち破った。1913年には立候補しなかった。
1914年の選挙でハリー・アトモアを打ち破り、ネルソン選出の国会議員となったが、1919年の選挙でアトモアに敗れた。
また、ネルソン病院評議会委員、ネルソン商工会議所会頭、ネルソン哲学研究所所長、Cawthron研究所 (Cawthron Institute) 管財人を務めた。